# Поткрајци (Бијело Поље)
Поткрајци је градско насеље у општини Бијело Поље у Црној Гори. Према попису из 2003. било је 1915 становника (према попису из 1991. било је 1854 становника).

## Демографија
У насељу Поткрајци живи 1296 пунолетних становника, а просечна старост становништва износи 30,9 година (30,7 код мушкараца и 31,1 код жена). У насељу има 453 домаћинства, а просечан број чланова по домаћинству је 4,23.
Становништво у овом насељу веома је хетерогено, а у последња три пописа, примећен је пораст у броју становника.
|  |

| Демографија | Демографија | Демографија |
| Година      | Становника  | Становника  |
| ----------- | ----------- | ----------- |
|             |             |             |
|             |             |             |
|             |             |             |
|             |             |             |
| 1948.       | 485         |             |
| 1953.       | 478         |             |
| 1961.       | 529         |             |
| 1971.       | 814         |             |
| 1981.       | 1.291       |             |
| 1991.       | 1.854       | 1.821       |
| 2003.       | 2.067       | 1.915       |
|             |             |             |
|             |             |             |

| Етнички састав према попису из 2003.‍ | Етнички састав према попису из 2003.‍ | Етнички састав према попису из 2003.‍ | Етнички састав према попису из 2003.‍ | Етнички састав према попису из 2003.‍ |
| ------------------------------------ | ------------------------------------ | ------------------------------------ | ------------------------------------ | ------------------------------------ |
|                                      |                                      |                                      |                                      |                                      |
| Срби                                 | Срби                                 |                                      | 670                                  | 34,98%                               |
| Бошњаци                              | Бошњаци                              |                                      | 660                                  | 34,46%                               |
| Црногорци                            | Црногорци                            |                                      | 265                                  | 13,83%                               |
| Муслимани                            | Муслимани                            |                                      | 264                                  | 13,78%                               |
| Роми                                 | Роми                                 |                                      | 29                                   | 1,51%                                |
| Руси                                 | Руси                                 |                                      | 1                                    | 0,05%                                |
| непознато                            | непознато                            |                                      | 19                                   | 0,99%                                |

| \| \| м \| \| \| ж \| \| ? \| 11 \| \| \| 15 \| \| 80+ \| 4 \| \| \| 10 \| \| 75—79 \| 9 \| \| \| 11 \| \| 70—74 \| 14 \| \| \| 15 \| \| 65—69 \| 25 \| \| \| 26 \| \| 60—64 \| 35 \| \| \| 32 \| \| 55—59 \| 36 \| \| \| 36 \| \| 50—54 \| 54 \| \| \| 56 \| \| 45—49 \| 71 \| \| \| 62 \| \| 40—44 \| 76 \| \| \| 68 \| \| 35—39 \| 43 \| \| \| 74 \| \| 30—34 \| 58 \| \| \| 60 \| \| 25—29 \| 77 \| \| \| 72 \| \| 20—24 \| 84 \| \| \| 88 \| \| 15—19 \| 91 \| \| \| 109 \| \| 10—14 \| 90 \| \| \| 94 \| \| 5—9 \| 75 \| \| \| 95 \| \| 0—4 \| 83 \| \| \| 56 \| \| Просек : \| 60 \| \| \| 25 \| |    |  |  |     |
| |    |  |  |     |
| | м  |  |  | ж   |
| ? | 11 |  |  | 15  |
| 80+ | 4  |  |  | 10  |
| 75—79 | 9  |  |  | 11  |
| 70—74 | 14 |  |  | 15  |
| 65—69 | 25 |  |  | 26  |
| 60—64 | 35 |  |  | 32  |
| 55—59 | 36 |  |  | 36  |
| 50—54 | 54 |  |  | 56  |
| 45—49 | 71 |  |  | 62  |
| 40—44 | 76 |  |  | 68  |
| 35—39 | 43 |  |  | 74  |
| 30—34 | 58 |  |  | 60  |
| 25—29 | 77 |  |  | 72  |
| 20—24 | 84 |  |  | 88  |
| 15—19 | 91 |  |  | 109 |
| 10—14 | 90 |  |  | 94  |
| 5—9 | 75 |  |  | 95  |
| 0—4 | 83 |  |  | 56  |
| Просек : | 60 |  |  | 25  |

| Број домаћинстава према пописима из периода 1948—2003. | Број домаћинстава према пописима из периода 1948—2003. | Број домаћинстава према пописима из периода 1948—2003. | Број домаћинстава према пописима из периода 1948—2003. | Број домаћинстава према пописима из периода 1948—2003. | Број домаћинстава према пописима из периода 1948—2003. | Број домаћинстава према пописима из периода 1948—2003. | Број домаћинстава према пописима из периода 1948—2003. |
| Година пописа                                          | 1948.                                                  | 1953.                                                  | 1961.                                                  | 1971.                                                  | 1981.                                                  | 1991.                                                  | 2003.                                                  |
| ------------------------------------------------------ | ------------------------------------------------------ | ------------------------------------------------------ | ------------------------------------------------------ | ------------------------------------------------------ | ------------------------------------------------------ | ------------------------------------------------------ | ------------------------------------------------------ |
| Број домаћинстава                                      | 96                                                     | 99                                                     | 109                                                    | 169                                                    | 259                                                    | 415                                                    | 462                                                    |

| Број домаћинстава по броју чланова према попису из 2003. | Број домаћинстава по броју чланова према попису из 2003. | Број домаћинстава по броју чланова према попису из 2003. | Број домаћинстава по броју чланова према попису из 2003. | Број домаћинстава по броју чланова према попису из 2003. | Број домаћинстава по броју чланова према попису из 2003. | Број домаћинстава по броју чланова према попису из 2003. | Број домаћинстава по броју чланова према попису из 2003. | Број домаћинстава по броју чланова према попису из 2003. | Број домаћинстава по броју чланова према попису из 2003. | Број домаћинстава по броју чланова према попису из 2003. | Број домаћинстава по броју чланова према попису из 2003. |
| Број чланова                                             | 1                                                        | 2                                                        | 3                                                        | 4                                                        | 5                                                        | 6                                                        | 7                                                        | 8                                                        | 9                                                        | 10 и више                                                | Просек                                                   |
| -------------------------------------------------------- | -------------------------------------------------------- | -------------------------------------------------------- | -------------------------------------------------------- | -------------------------------------------------------- | -------------------------------------------------------- | -------------------------------------------------------- | -------------------------------------------------------- | -------------------------------------------------------- | -------------------------------------------------------- | -------------------------------------------------------- | -------------------------------------------------------- |
| Број домаћинстава                                        | 453                                                      | 32                                                       | 66                                                       | 49                                                       | 88                                                       | 115                                                      | 65                                                       | 25                                                       | 10                                                       | 1                                                        | 2                                                        |

| Пол    | Укупно | Неожењен/Неудата | Ожењен/Удата | Удовац/Удовица | Разведен/Разведена | Непознато |
| ------ | ------ | ---------------- | ------------ | -------------- | ------------------ | --------- |
| Мушки  | 688    | 223              | 407          | 22             | 4                  | 32        |
| Женски | 734    | 197              | 420          | 74             | 14                 | 29        |
| УКУПНО | 1.422  | 420              | 827          | 96             | 18                 | 61        |

| Пол    | Укупно                    | Пољопривреда, лов и шумарство | Рибарство                            | Вађење руде и камена | Прерађивачка индустрија       |
| ------ | ------------------------- | ----------------------------- | ------------------------------------ | -------------------- | ----------------------------- |
| Мушки  | 294                       | 17                            | 0                                    | 0                    | 66                            |
| Женски | 156                       | 10                            | 0                                    | 0                    | 56                            |
| Укупно | 450                       | 27                            | 0                                    | 0                    | 122                           |
|        |                           |                               |                                      |                      |                               |
| Пол    | Производња и снабдевање   | Грађевинарство                | Трговина                             | Хотели и ресторани   | Саобраћај, складиштење и везе |
| Мушки  | 3                         | 27                            | 36                                   | 9                    | 64                            |
| Женски | 1                         | 0                             | 21                                   | 10                   | 6                             |
| Укупно | 4                         | 27                            | 57                                   | 19                   | 70                            |
|        |                           |                               |                                      |                      |                               |
| Пол    | Финансијско посредовање   | Некретнине                    | Државна управа и одбрана             | Образовање           | Здравствени и социјални рад   |
| Мушки  | 2                         | 2                             | 23                                   | 13                   | 7                             |
| Женски | 0                         | 3                             | 11                                   | 22                   | 6                             |
| Укупно | 2                         | 5                             | 34                                   | 35                   | 13                            |
|        |                           |                               |                                      |                      |                               |
| Пол    | Остале услужне активности | Приватна домаћинства          | Екстериторијалне организације и тела | Непознато            | Непознато                     |
| Мушки  | 6                         | 0                             | 0                                    | 19                   | 19                            |
| Женски | 4                         | 0                             | 1                                    | 5                    | 5                             |
| Укупно | 10                        | 0                             | 1                                    | 24                   | 24                            |